# Woodlake (Kalifornia)
Woodlake város az USA Kalifornia államában, Tulare megyében. Lakosainak száma 7419 fő (2020. április 1.).

## Népesség
A település népességének változása:
| Lakosok száma | 6651 | 7279 | 7419 |
|               | 2000 | 2010 | 2020 |